# Giovanni Muzio
Giovanni Muzio (Milano, 12 febbraio 1893 – Milano, 21 maggio 1982) è stato un architetto italiano.
Fu, nel campo dell'architettura, l'iniziatore e l'esponente più rappresentativo del movimento artistico Novecento e in genere della corrente tradizionalista che caratterizzò l'architettura italiana degli anni venti e trenta, in rivalità con il razionalismo.

## Biografia
Nato a Milano, dove il padre Virginio Muzio, affermato architetto bergamasco, fu professore incaricato di architettura all'Accademia di Belle Arti dal 1896 al 1902, si trasferì a Bergamo quando quest'ultimo terminò l'attività didattica. Nel capoluogo orobico frequentò il Liceo ginnasio Paolo Sarpi, quindi studiò presso l'Università degli Studi di Pavia, risiedendo nel Collegio Ghislieri, ed infine al Politecnico di Milano; dopo avere combattuto nella prima guerra mondiale (la permanenza in Veneto e la possibilità di studiare le ville palladiane fu visto da Muzio come uno degli elementi originari del proprio linguaggio architettonico che fu infatti definito all'epoca come "neopalladianesimo") e aver compiuto un viaggio in Europa, nel 1920 Muzio aprì in via Sant'Orsola a Milano uno studio con Giuseppe De Finetti, Giò Ponti, Emilio Lancia e Mino Fiocchi e partecipò attivamente alla vita culturale milanese. Nel 1926 nacquero i suoi primi due figli, Jacopo e Lucia, e nel 1932 il terzo, Lorenzo.
Fu a lungo insegnante al Politecnico di Torino, di cui progettò la sede centrale di Corso Duca degli Abruzzi, ed al Politecnico di Milano, fino al 1963.

### La Ca' Brutta in via Moscova
Tra il 1919 ed il 1922 Muzio realizzò quella che lui stesso considerò un'opera manifesto: la cosiddetta "Ca' Brutta" in via Moscova, che suscitò scandalo o comunque un grande scalpore, come dimostra il nome attribuito popolarmente all'edificio, a causa dell'uso quasi stravagante degli elementi del linguaggio classico.
Muzio, in polemica sia con l'eclettismo neogotico e neorinascimentale che ancora sopravviveva a Milano e col Liberty floreale, propose nella Ca' Brutta un ritorno del classicismo, ridotto a volumi puri ed elementi architettonici semplici, lontani da ogni storicismo eclettico. I suoi riferimenti sono da ricercare nel neoclassicismo ottocentesco lombardo. La sua architettura si avvicina alla "metafisica" di Giorgio De Chirico ed al "Realismo magico", producendo un monumentalismo severo a cui si riconosce oggi un grande valore urbano.
La proposta di Muzio tende a modificare radicalmente la morfologia del quartiere (all'epoca caratterizzato dalla presenza di villini) inserendo una volumetria molto elevata, un fabbricato maggiore in altezza e dalla tipologia completamente diversa.  Attraverso i documenti si scopre che i primi attriti furono con l'amministratore pubblico. Muzio non segue il perimetro del lotto per creare una corte interna, ma divide letteralmente il lotto in due parti creando una nuova strada all'interno del lotto stesso. L'edificio non ha di fatto un prospetto continuo su via Turati ed è proprio questa scelta volumetrica che provoca la reazione dell'amministrazione milanese. Muzio quindi deve legare i due edifici per mediare con le autorità, e lo fa inventando un vero e proprio arco trionfale. Questa continuità innestata sopra ad una discontinuità è uno dei modi tipici di operare di Muzio. Terminati i lavori l'edificio tuttavia appare in tutta la sua urlante novità. La facciata non corrisponde a quella proposta al comune e nell'estate del 1922 si scatenano una serie di battaglie che sfociano nella demolizione di due altane che coronano il fronte principale. Con questo sacrificio le acque si calmarono.

### Ventennio fascista

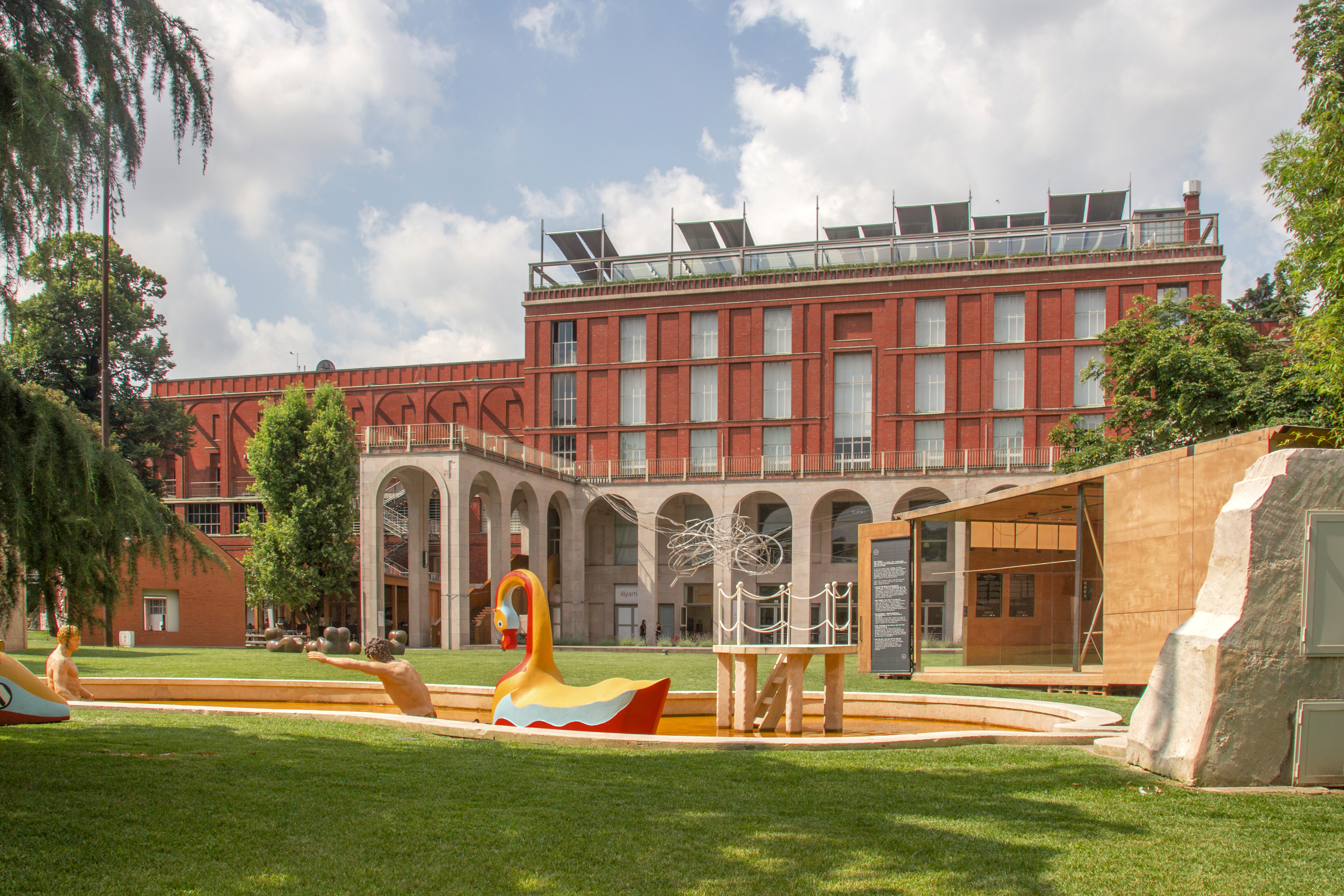
Palazzo dell'Arte, Milano, 1931-33

Durante gli anni venti collaborò con l'amico Mario Sironi per vari allestimenti e padiglioni, tra cui il padiglione per l'Expo di Barcellona e l'allestimento della triennale di Monza del 1930.
Si occupò anche di urbanistica fondando nel 1924 il Club degli urbanisti, insieme ad altri famosi architetti con i quali partecipa a concorsi, tra cui il più significativo fu il progetto per Milano Forma Urbis Mediolani del 1927, sviluppando un'idea di città ordinata e compatta non lontana dalle esperienze ottocentesche.
Negli anni '20 progettò in Valle d'Aosta alcune centrali ed impianti idroelettrici per la Società Idroelettrica Piemonte: centrali di Maën (1924-28), di Covalou (1925-26), di Promeron (1926-28) e di Isollaz (1926-27). Negli anni '50 realizzò altre due centrali: Avise (1952) e Quart (1955). Negli edifici delle centrali Muzio, pur impiegando un linguaggio storicista, riuscì a dare coerenza alla forma degli spazi e dei vari involucri edilizi attraverso il rispetto della funzione e all'uso di geometrie essenziali.
Gli anni '20 e '30 furono caratterizzati da una sempre più intensa attività progettuale, che comprendeva partecipazioni a concorsi e varie collaborazioni tra cui ai progetti dei palazzi dell'INA e dell'INPS all'EUR. In quegli anni fu una delle figure più importanti dell'architettura italiana, ma fu oggetto di critiche da parte di alcuni intellettuali legati al movimento moderno.
Oltre a numerosissimi edifici residenziali, progettò importanti edifici pubblici di Milano, tra cui l'Università Cattolica del Sacro Cuore in Largo Gemelli a Milano (1927-34) ed il Palazzo dell'Arte al Parco Sempione (sede della Triennale di Milano) e il Tempio della Vittoria.
Tra il 1940 e il 1942 partecipò al concorso internazionale per l'Anıtkabir, il mausoleo di Mustafa Kemal Atatürk. Il suo progetto si classificò secondo nel secondo gruppo dei 5 progetti meritevoli di menzione.

Tempio della Vittoria, Milano, 1927-30
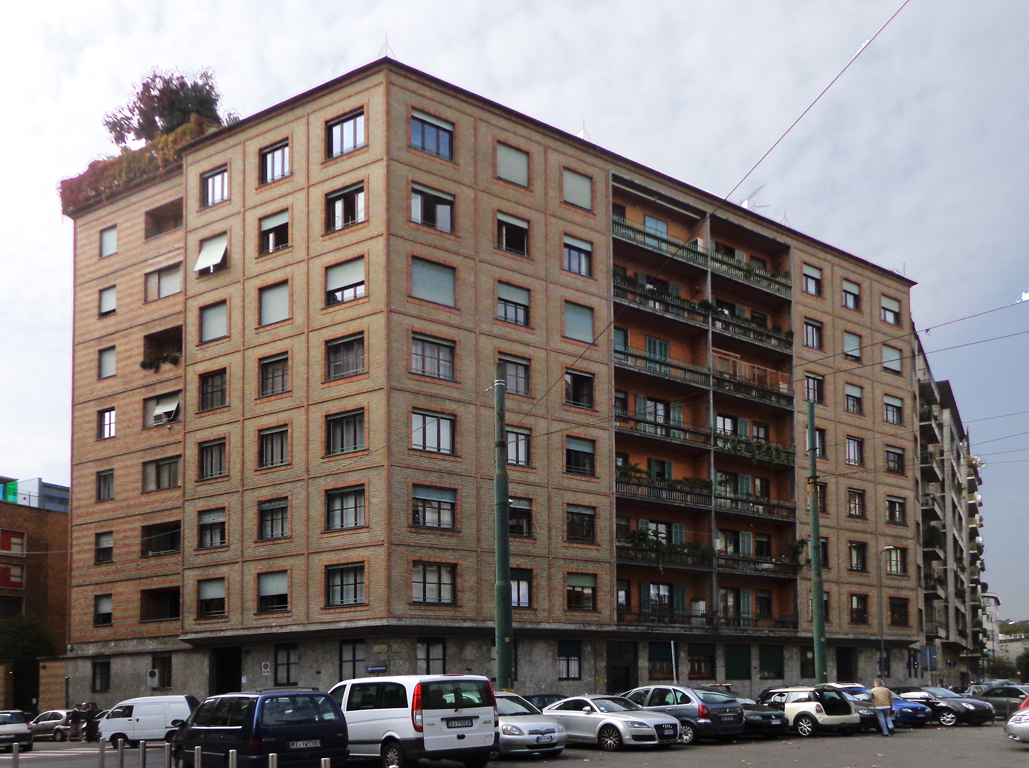
"Casa dei Giornalisti", Milano, 1934-36
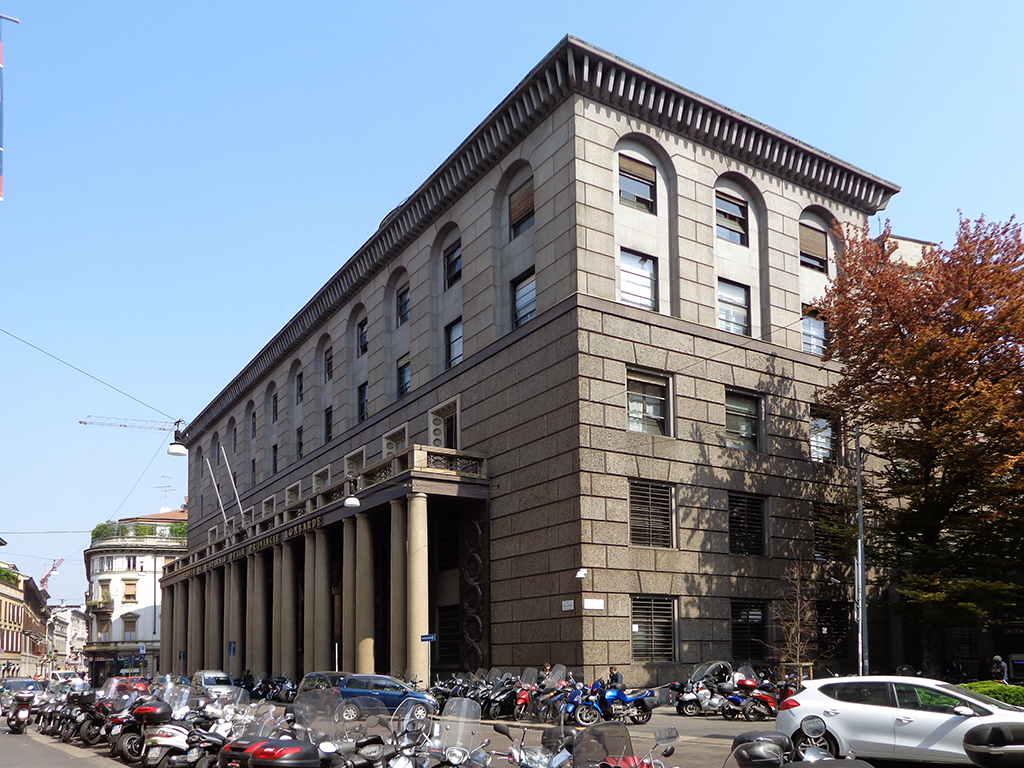
Palazzo CARIPLO, 1934-40
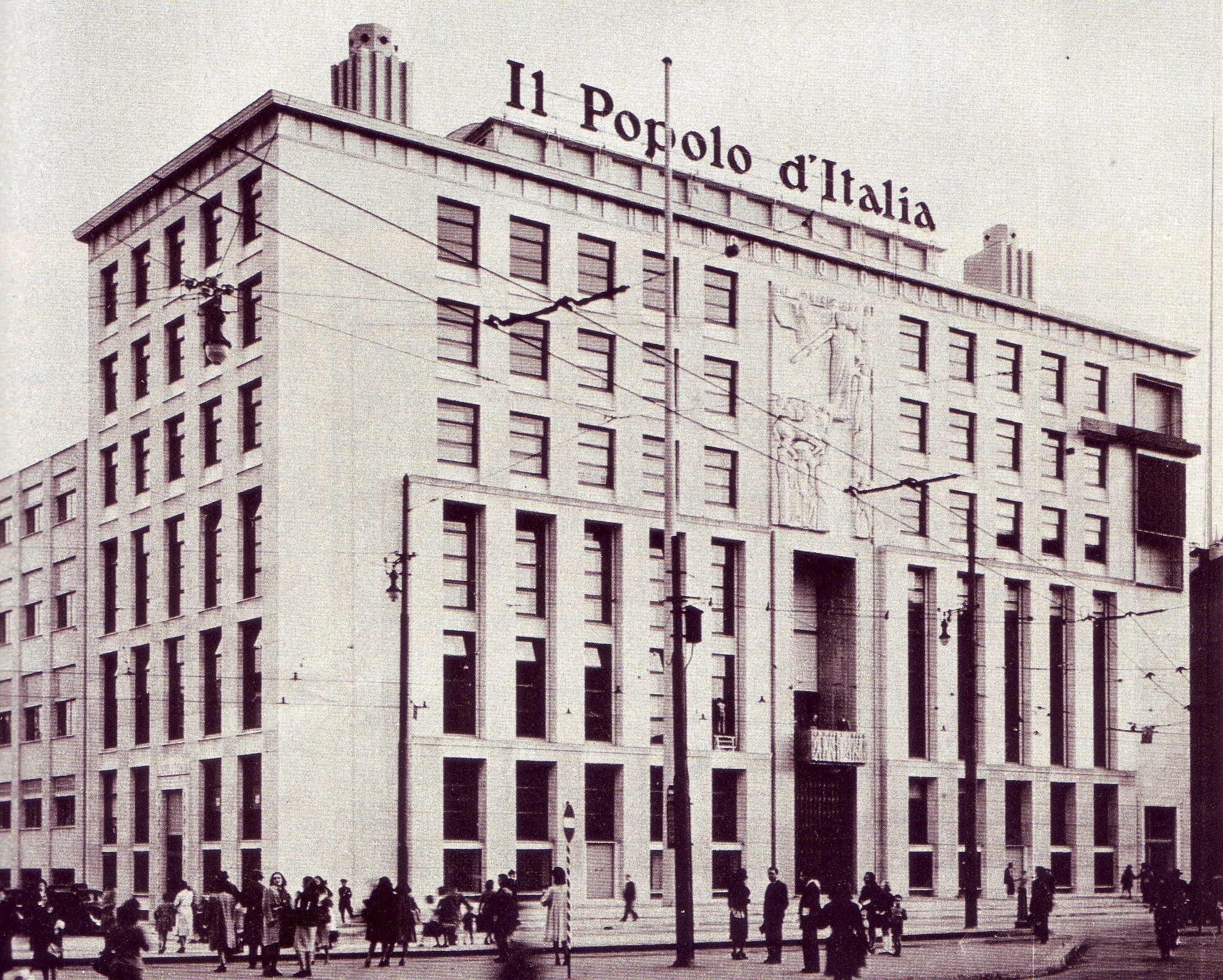
Palazzo dell'Informazione, 1938-42
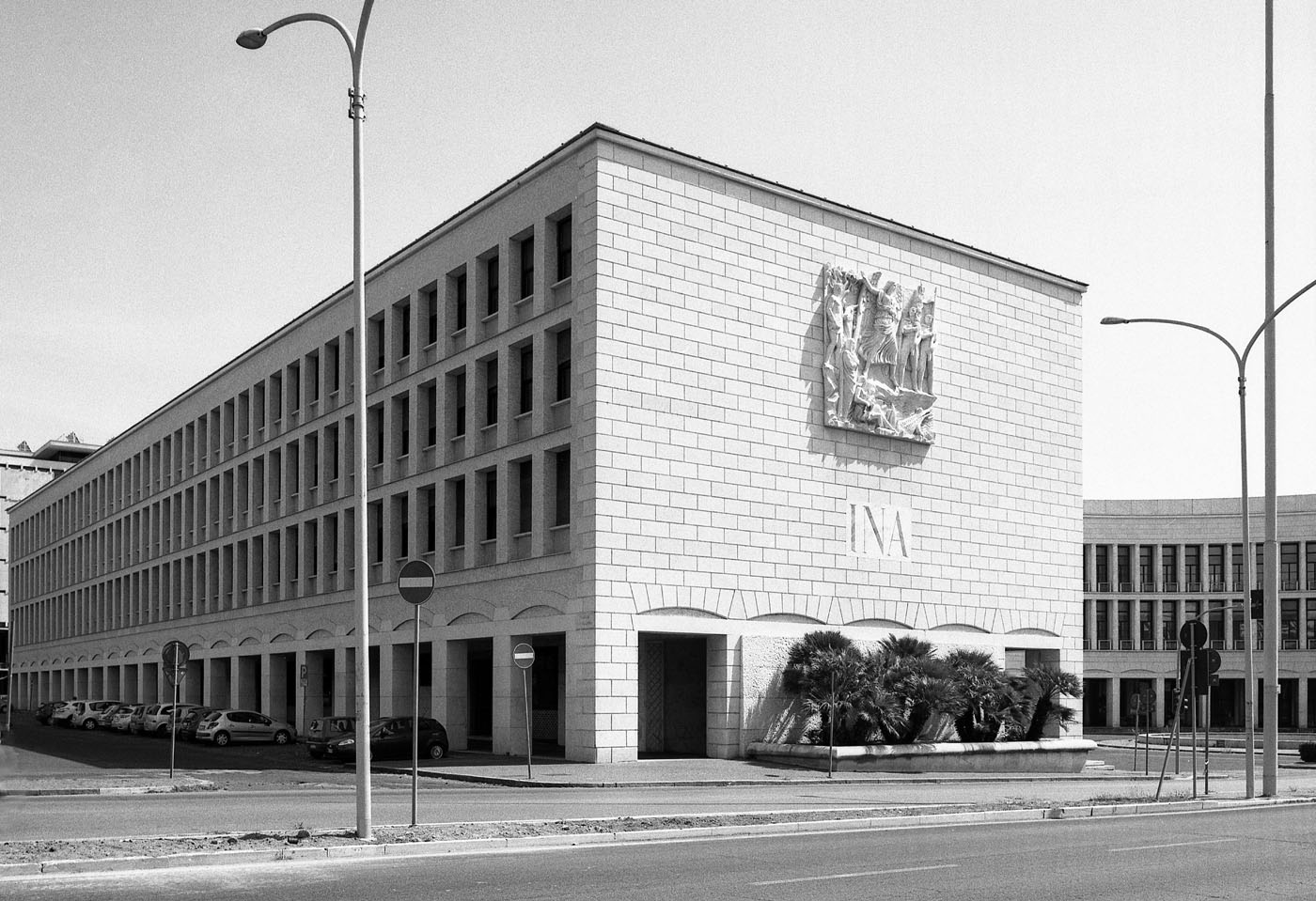
Palazzo INA all'EUR Roma, 1939

### Dopoguerra

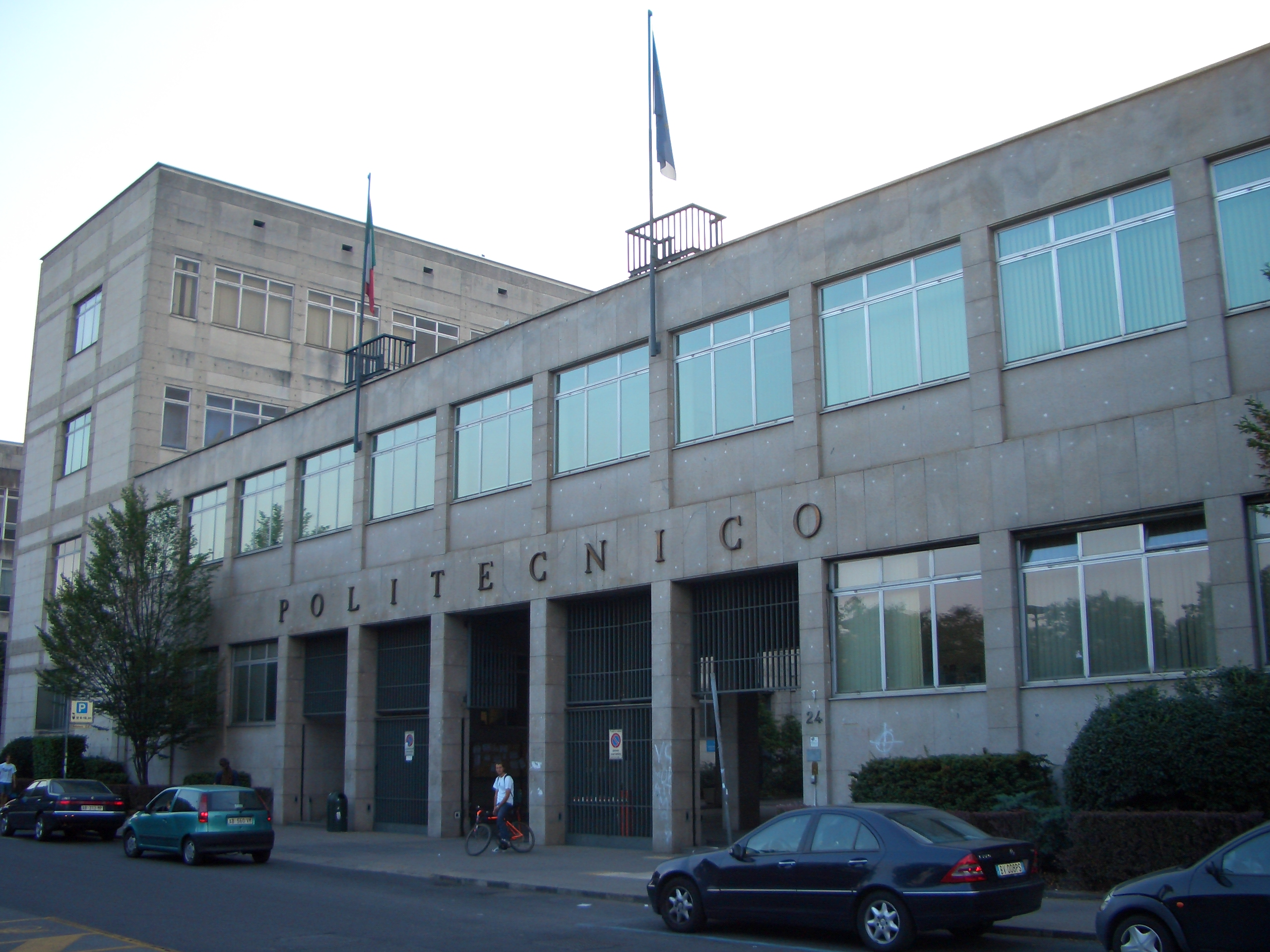
Politecnico di Torino (1958)

Nel dopoguerra Muzio progetta soprattutto edifici residenziali e religiosi. A Milano, ci sono diversi immobili residenziali disegnati da lui, come quello in Via San Sisto 8 (1952), un edificio per abitazioni, negozi e autorimessa in via Albricci 1-5 (1948 - 1952) e la torre interna in via Camperio 9 (1960). 
A Torino si occupa dell'edificio del Politecnico di Torino (1958) 
Progetta inoltre sempre a Milano il palazzo uffici per la  Banca Commerciale (1965-69) e la Torre Turati presso piazza Repubblica (1966-1969).

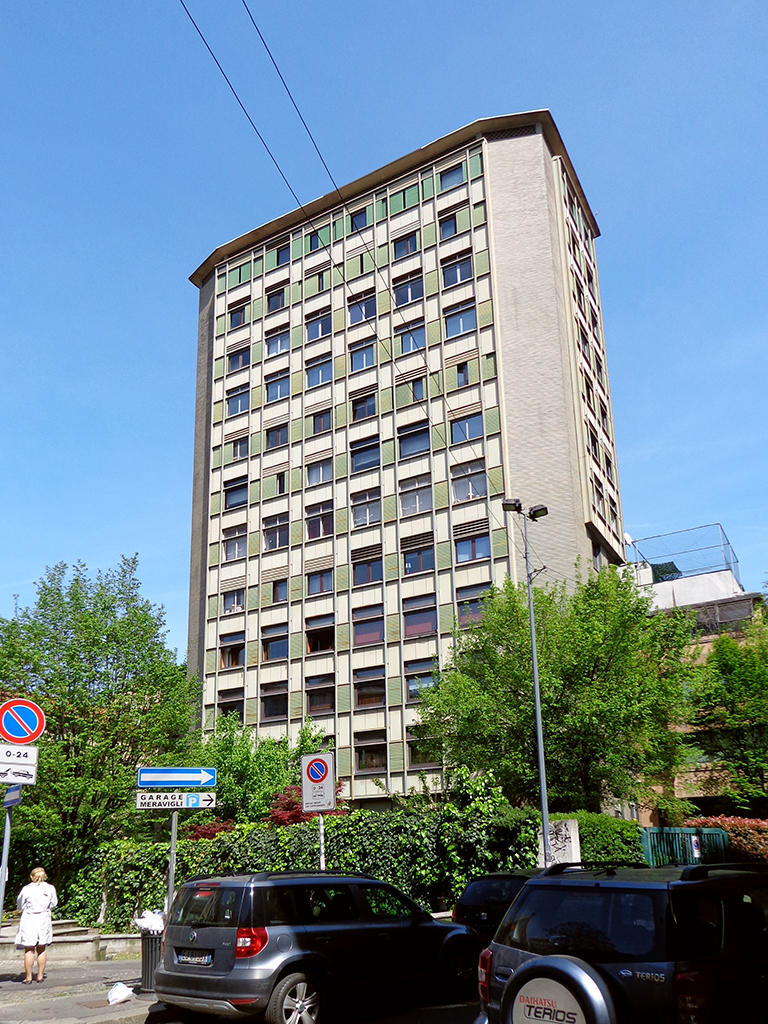
Torre interna in via Camperio 9, Milano, 1960
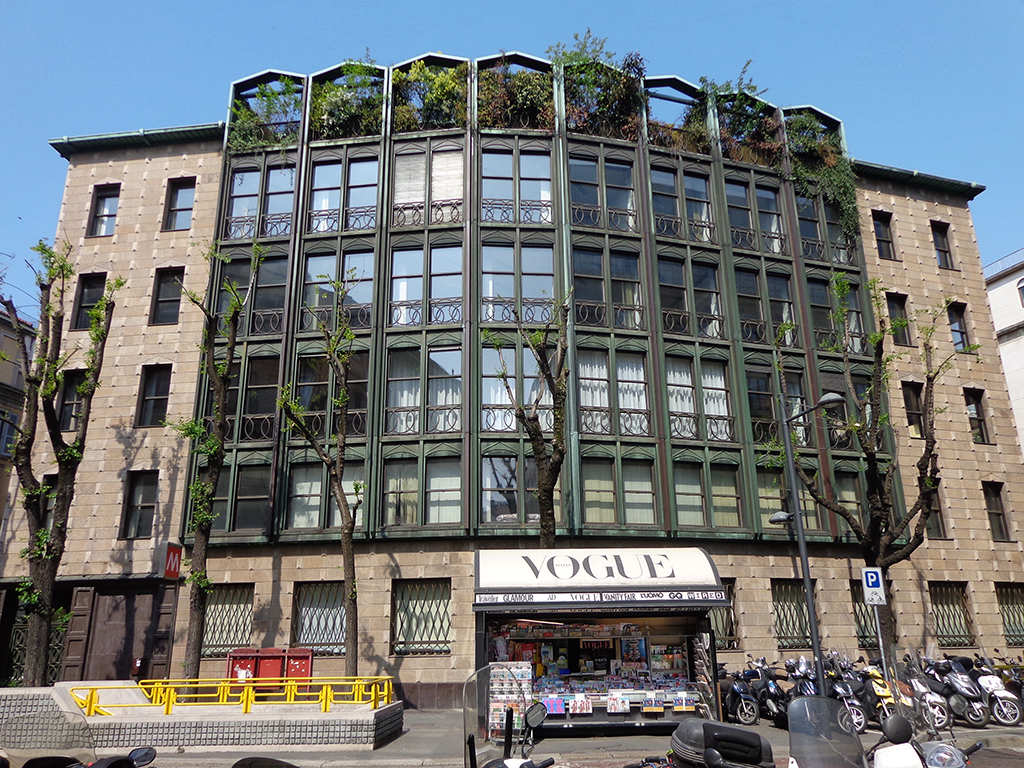
Banca Commerciale in via dei Giardini, Milano, 1965-69

### Edifici religiosi

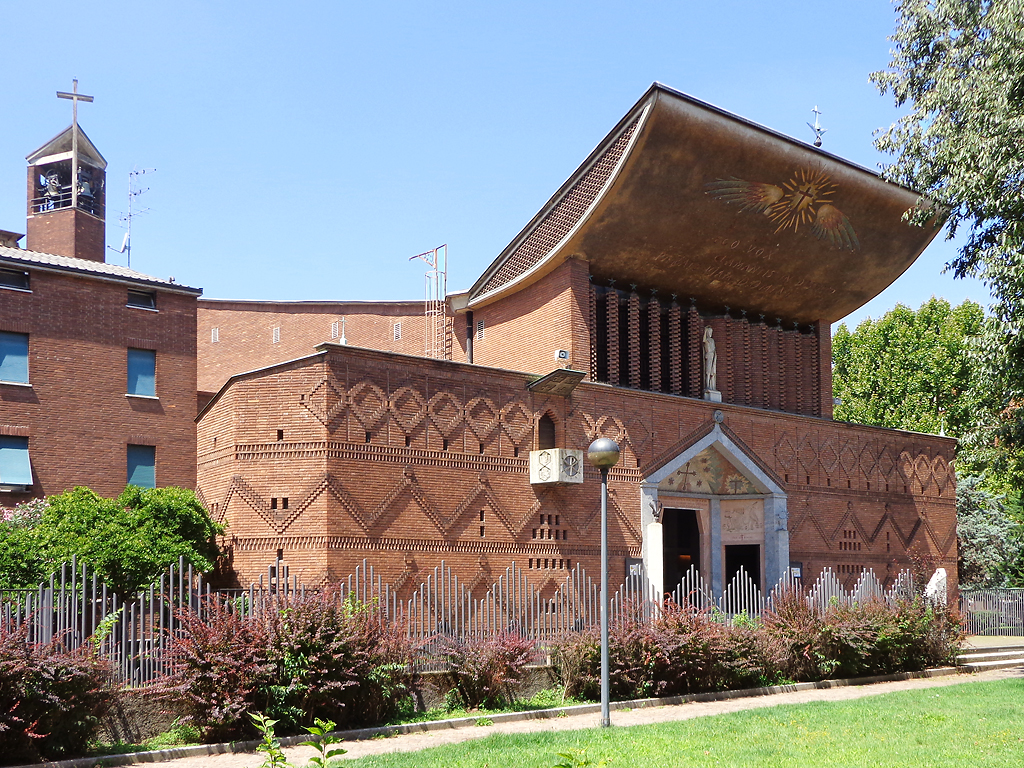
Chiesa di San Giovanni Battista alla Creta a Milano, 1956-1958

Particolarmente intensa la sua attività di progettazione di edifici di culto, in particolare per l'ordine francescano, che proseguirà a lungo anche nel secondo dopoguerra. Prima del secondo conflitto costruisce proprio per la comunità di frati minori a Cremona la chiesa di Sant'Antonio in Sant'Ambrogio. 
La progettazione di edifici di culto di Muzio si incentrò su continue variazioni degli schemi longitudinali delle chiese antiche, ed in particolare romaniche, e spesso prevede la presenza di una cupola su una pianta a geometria complessa ed un particolare interesse per l'inserimento urbanistico della chiesa come centro civico, in cui l'edificio ecclesiastico fa parte di un complesso edilizio più vasto e polifunzionale. 
Tale ricerca progettuale trovò il suo esito più prestigioso nella Basilica dell'Annunciazione a Nazareth, progettata nel 1955 e completata nel 1969.

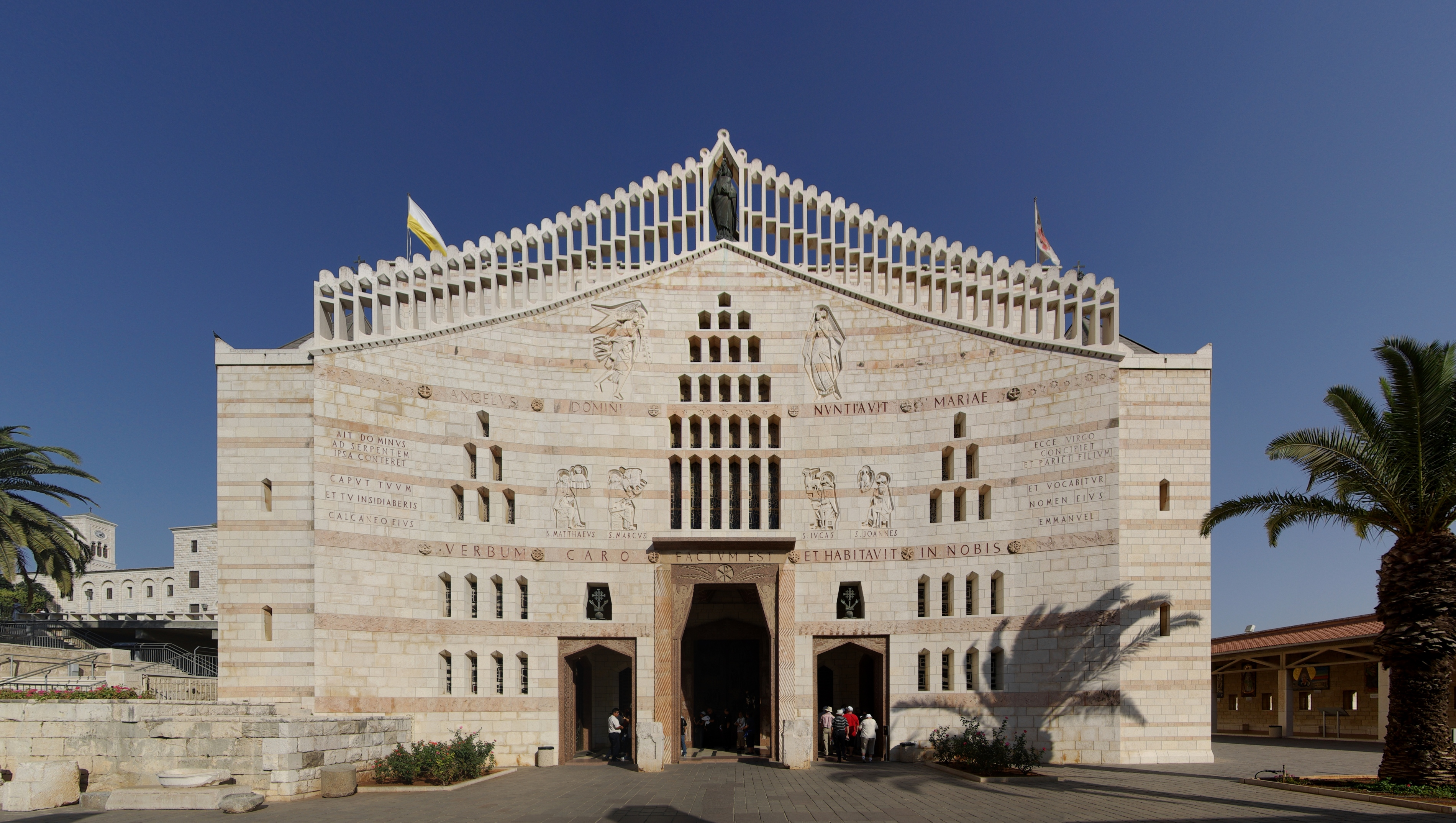
Basilica dell'Annunciazione a Nazareth, 1955-1969
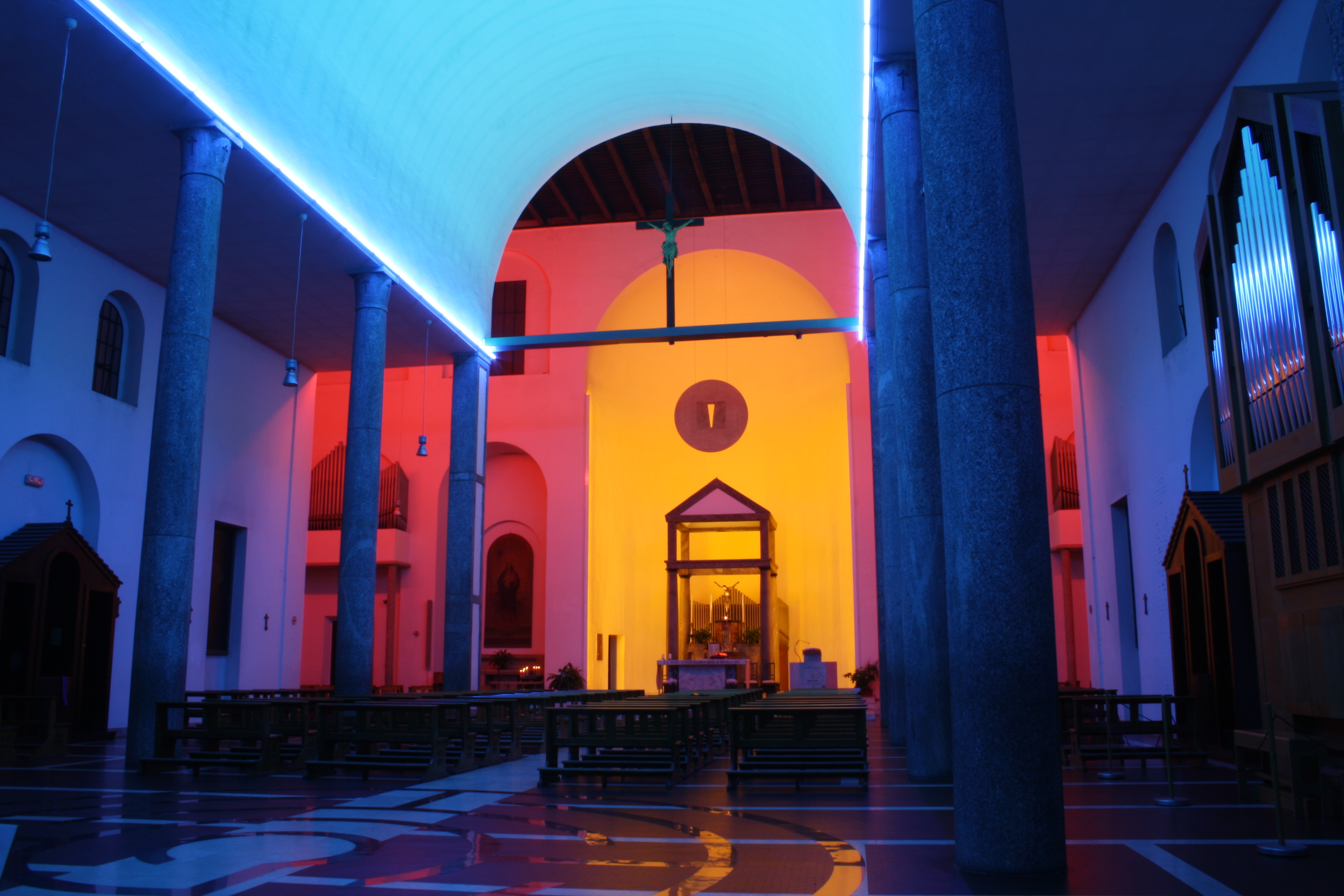
Interno della chiesa di Santa Maria Annunciata in Chiesa Rossa a Milano

## Opere

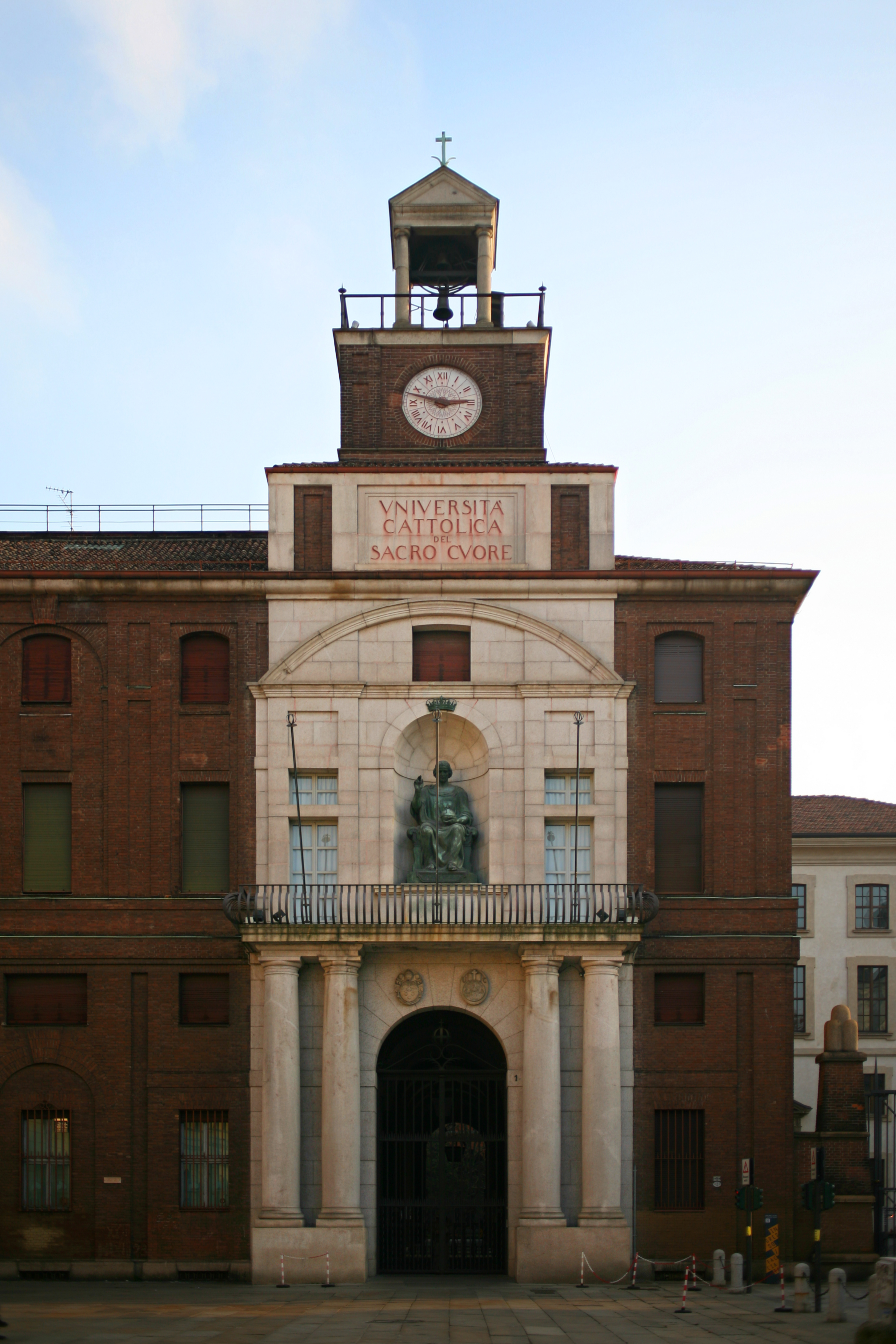
Entrata dell'Università Cattolica del Sacro Cuore in Largo Gemelli, Milano (1927-1934)

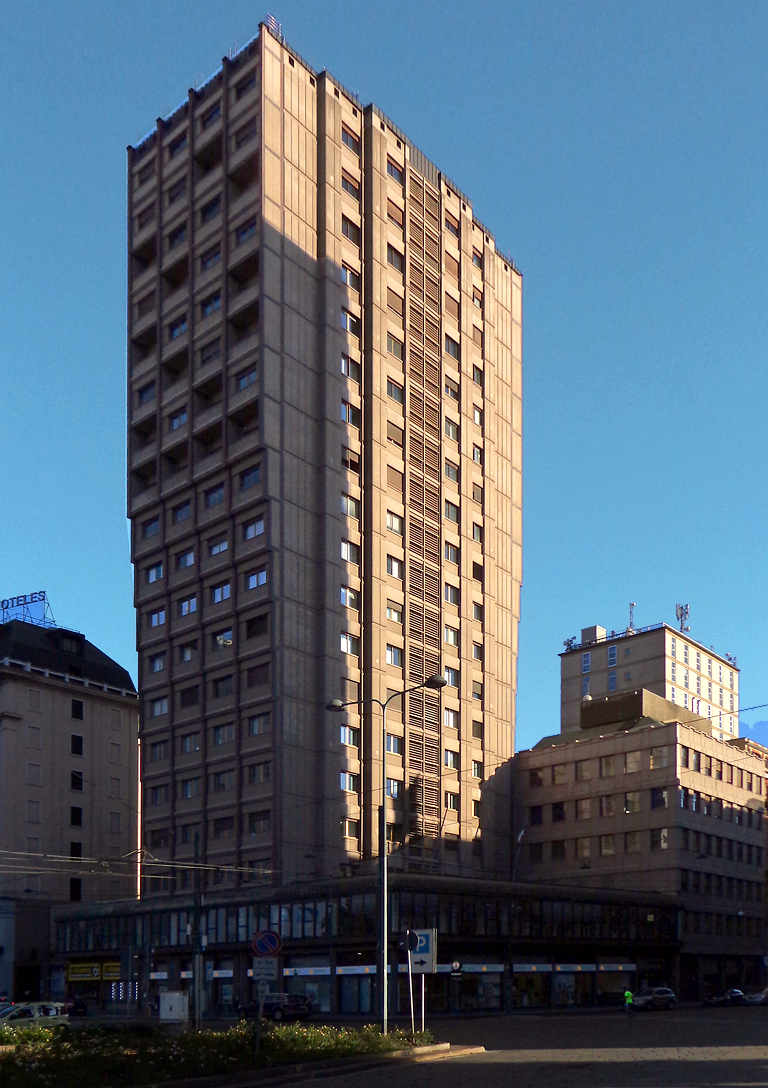
Torre Turati, Milano, 1963-68

### Edifici residenziali
- Immobile Ca' Brutta (1922)
- Case di abitazione Via Giuseppe Longhi 7-11 (1933-1934)
- Immobile Bonaiti-Malugani (1935)
- Casa dei Giornalisti in viale Monte Santo a Milano (1936)[21][22]
- Immobile Via Andrea Maria Ampere 95-101 (1936)
- Immobile Via San Sisto 8 (1954)
- Immobile Corso Sempione 81-83 (1958)
- Dépendance di Villa Pirotta Bonacossa a Brunate[23]
- Case Quartiere SIRI Via Pezzotti/Magliocco/Aicardo/Bonghi  (1959)
- Case Quartiere SIRI Via Sant’Ampellio/Aicardo/Carcano (1960)

### Edifici religiosi
- Chiesa parrocchiale di Zorzino, Riva di Solto, Bergamo (1920-24)
- Cappella Barella presso il cimitero di Rovigo[24] (programma decorativo di Enzo Morelli)
- Cappella dell'Università del Sacro Cuore (1931-32)
- Chiesa di Santa Maria Annunciata in Chiesa Rossa in via Neera (1932) con un monumentale pronao con pilastri di ordine gigante.
- Santuario di Sant'Antonio da Padova (Cremona) (1936-39), anch'esso caratterizzato da un atrio pilastrato, presenta una pianta ad aula rettangolare con la copertura a piccole volte a botte estradossate[25].
- Templum Reginae Pacis Augustae a Milano-Città Studi (1939), progetto non eseguito.
- Convento di Sant'Angelo e centro culturale Angelicum a Milano (1939-47)
- Chiesa di Santa Maria Mediatrice a Roma (1942-1950)
- Chiesa dei Santi Quattro Evangelisti a Milano (1954-55)
- Monastero delle Clarisse  a Gorla/Milano (1955-57)
- Santuario di San Antonio alla Brunella di Varese (1955-64)
- Chiesa di San Giovanni Battista alla Creta a Milano (1956 - 1958) con la navata che si dilata trasversalmente verso il presbiterio creando un "rallentamento" prospettico[26].

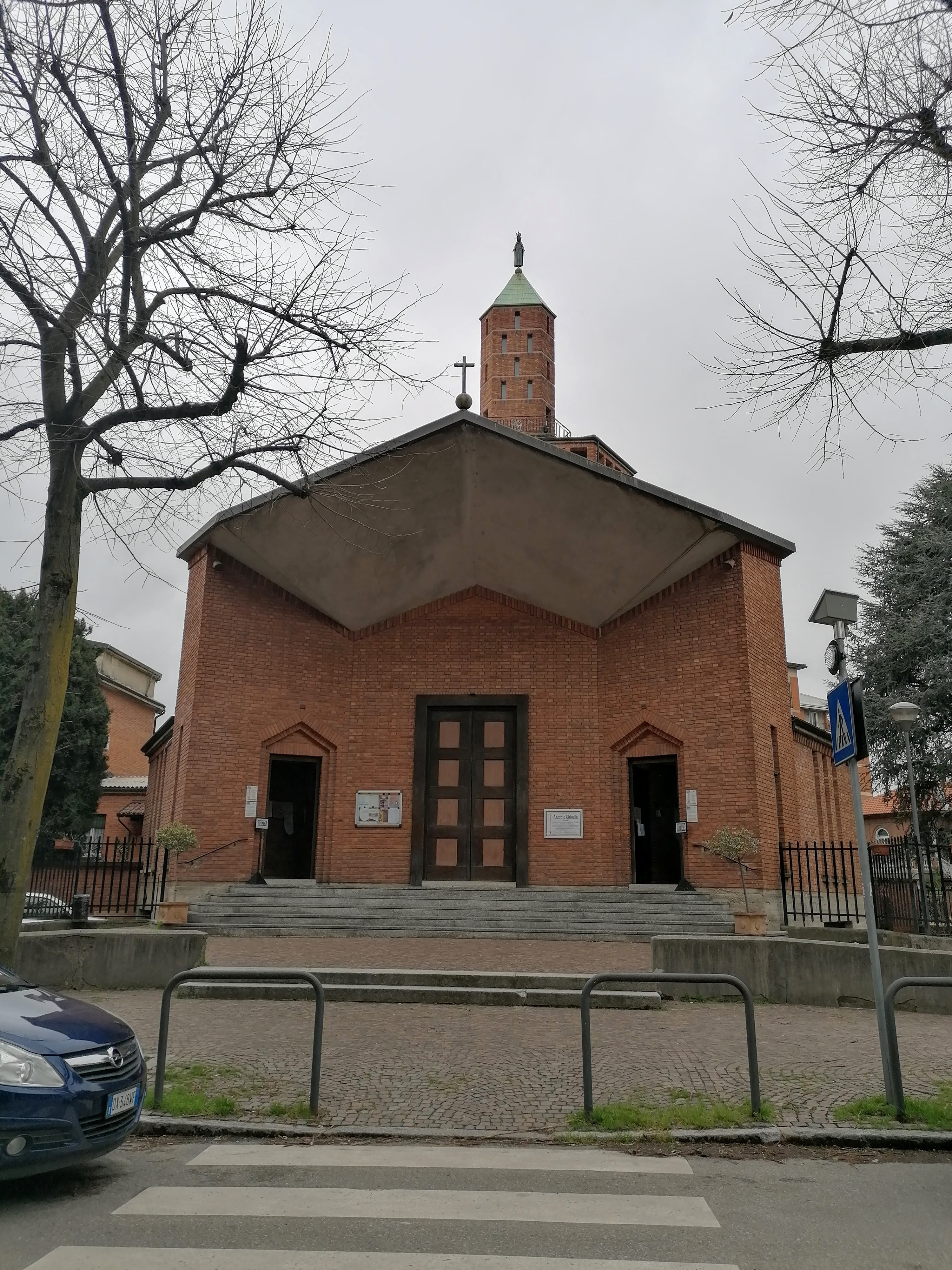
Chiesa di Santa Maria di Caravaggio, Pavia, 1956- 1964

- Chiesa di Santa Maria di Caravaggio, Pavia, 1956- 1964Chiesa della Madonna di Caravaggio a Pavia[27] (1958-1960) Dopo un primo progetto a pianta centrale, nel 1958 iniziano i lavori di una chiesa a navata longitudinale, scandita da travi in cemento armato, la cui altezza cresce progressivamente verso l'altare. Muzio estende la progettazione all'ambiente urbano del nuovo quartiere che doveva nascere intorno alla chiesa e che sarà invece realizzato con modalità speculative.[28]
- Basilica dell'Annunciazione a Nazareth, Israele (1959-69)
- Chiesa di Sant'Ambrogio (Cremona)
- Chiesa parrocchiale di San Sisto a Colognola (Bergamo) (1966)
- Chiesa madre di S. Rocco a Lioni, Avellino (1981-82) inaugurata dopo la scomparsa del progettista
- Santuario di Santa Maria Bambina a Milano

### Altre opere a Milano
- Sacrario dei Caduti Milanesi (Tempio della Vittoria) in largo Gemelli (1926)
- Sede del Tennis Club Milano in via Arimondi (1923-1929)
- Monumento Wildt (1931), sepoltura di disegno razionalistico dello scultore Adolfo Wildt e della moglie, al Cimitero Monumentale
- Università Cattolica del Sacro Cuore in Largo Gemelli, Milano (1927-1934)
- Palazzo dell'Arte in viale Emilio Alemagna 6 (1931-33)
- Palazzo della Cassa di Risparmio delle Provincie Lombarde in via Verdi (1937)
- Palazzo dell'Arengario (1937), insieme ad altri illustri progettisti.
- Palazzo della Provincia in via Vivaio (1938-1941)
- Palazzo del Popolo d'Italia in Piazza Cavour (1938- 1942), oggi conosciuto come palazzo dell'Informazione o palazzo dei Giornali, generalmente considerato un esempio involutivo della sua architettura,[senza fonte] caratterizzato da una grande scultura di Mario Sironi in facciata e dall'evocazione di un ordine gigante, derivata da Marcello Piacentini.
- Ristrutturazione del Grand Hotel et de Milan (1946)
- Convento di Sant'Angelo e istituto Angelicum in piazza Sant'Angelo (1939-1958)
- Torre Turati in piazza della Repubblica angolo via Turati (1966-1969)

### Altre opere
- Centrale idroelettrica di Isollaz a Challand-Saint-Victor (1928)
- Villa Leidi a Bergamo (1935)
- Palazzo del governo di Sondrio, 1933-35[29][30]
- Palazzo della Banca Bergamasca a Bergamo, 1924 - interni e arredi[31]
- Villa Brunella a Varese
- Istituto Magistrale Maffeo Vegio di Lodi (1935-38)
- Garage Barnabone, Lodi[32]
- Politecnico di Torino (1958)

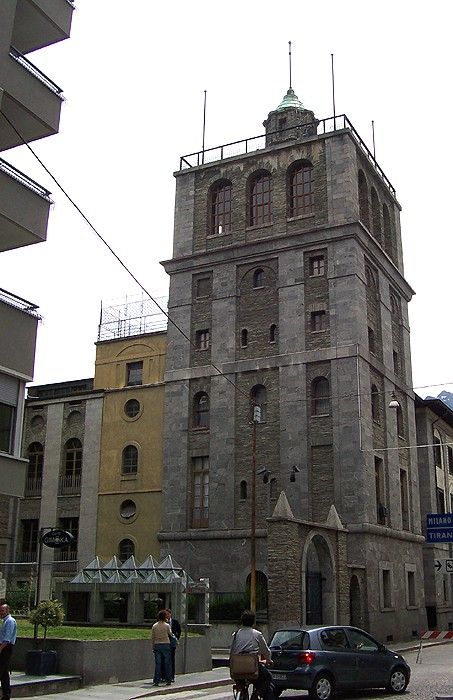
Palazzo del governo di Sondrio
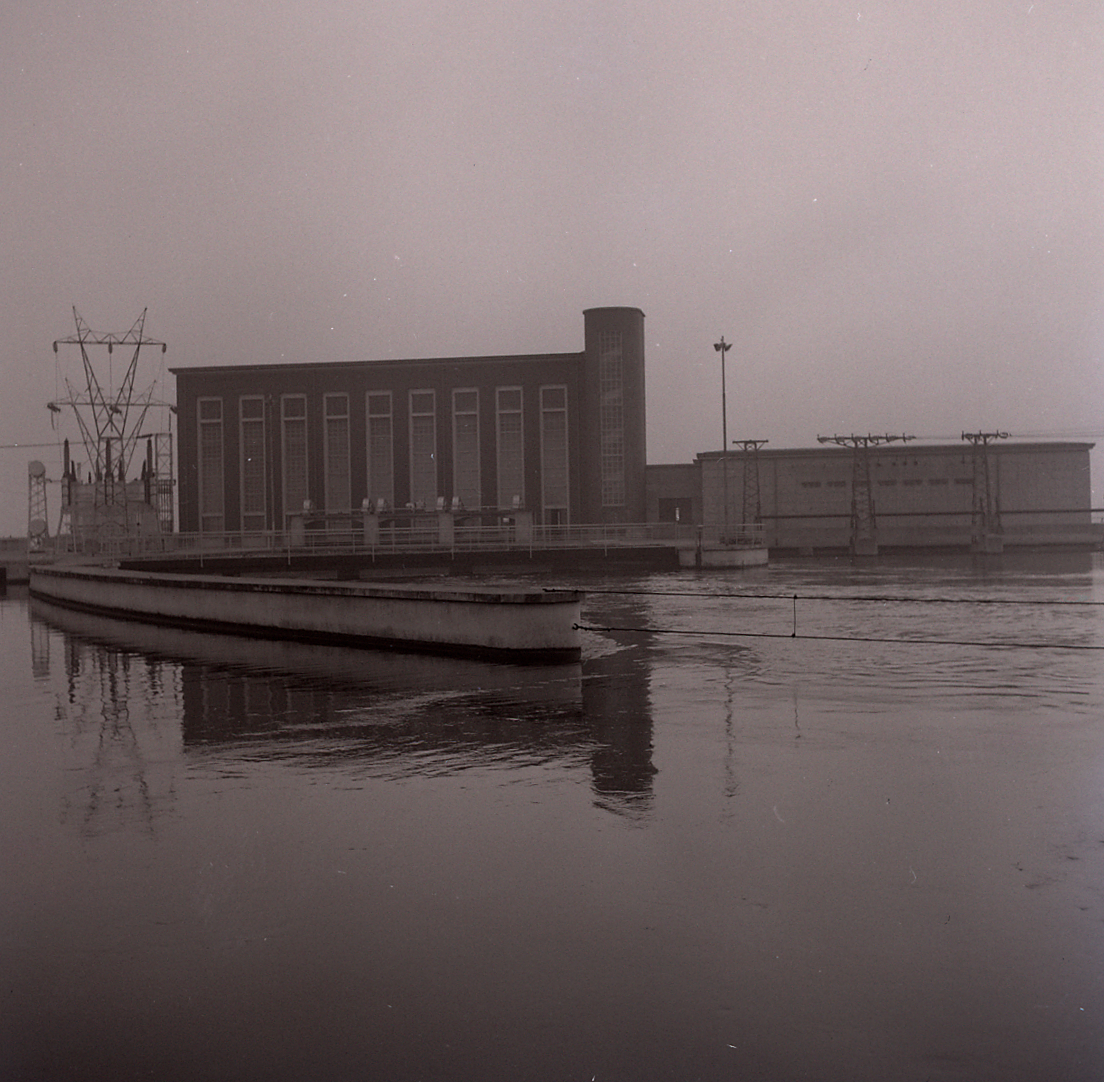
Centrale idroelettrica, Vizzola Ticino. Foto di Paolo Monti, 1968
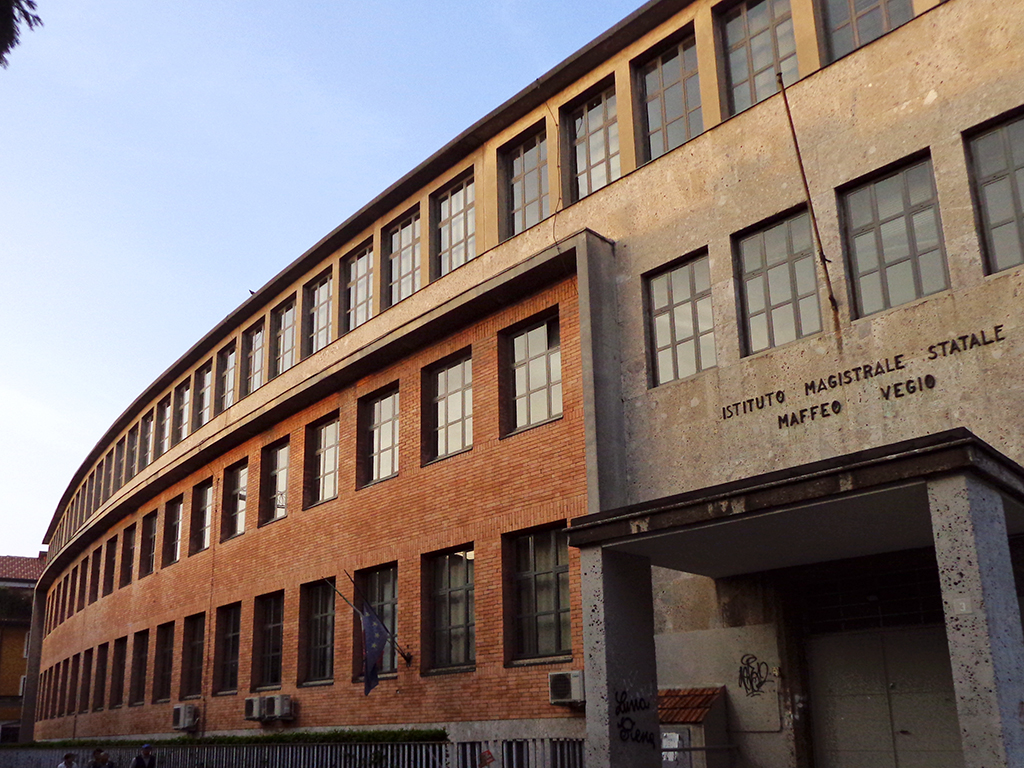
Istituto magistrale Maffeo Vegio, Lodi